# 王叡 (東晉)
王叡（4世纪？—404年），字元德，太原郡祁縣（今山西省祁縣）人。自稱東漢司徒王允弟王懋七世孫。王叡於淝水之戰後才南遷，並不受東晉初年就已南遷、且是真正的太原王氏索接納、禮待，後聯同劉裕籌劃起兵討伐桓玄，因圖謀泄露而被桓玄處死。
他自稱東漢司徒王允弟王懋的七世孫，對於他出身魏晉高門太原王氏的真實性，被後世學者強烈否定，而學者章義和認為王叡家族已在晉末定居、落籍於徐州下邳，是有實力的下邳豪族。

## 生平
王叡父祖原本都在北方仕官，直至前秦天王苻堅於淝水之戰戰敗後國家大亂，鮮卑將領慕容垂趁機叛變，王叡就與其弟王懿起兵對抗，但敗於對方，於是被逼與王懿南遷，至滑臺（今河南滑縣）時被翟遼所留，任其將領。不過，當時二人意欲南歸，於是出逃，移居於彭城（今江蘇徐州市）。
其時王叡兄弟以同姓，原要投靠太原王氏的王愉，但王愉不太相信他們的血緣關係，並沒有厚待他們，故此他們改投桓玄。時桓玄以太尉、都督中外諸軍事、揚州牧的身份於姑孰（今安徽當塗縣）遙控朝廷，便以王叡為弘農太守。元興二年（403年），桓玄篡位，而建武將軍劉裕於次年（404年）就意圖起兵討伐桓玄，劉裕亦知王叡果敢而有計略，於是聯結他，讓他與河內郡太守辛扈興及振威將軍童厚之一同在約定時間於建康（今江蘇南京市）起兵，進攻桓玄，作為內應。
不過，就在起兵以前，劉裕派了周安穆向在建康的劉邁報告起兵一事，劉邁弟劉毅本身亦參與起兵一事。劉邁雖然答應，卻表現得很遑恐。一次桓玄寫信給劉邁問及劉裕，劉邁就誤以為桓玄已知劉裕起兵一事，於是自動向桓玄報告，最終桓玄就將王叡等人處死。
王叡死時，王懿逃走，直至劉裕於同年攻陷建康後才與王叡兒子王方回出來。劉裕及後讓朝廷追贈王叡給事中，並追封安復縣侯。